# Llista de minerals (lletra T)
Aquesta llista de minerals inclou els minerals que comencen amb la lletra T dels 6.174 minerals reconeguts per l'Associació Mineralògica Internacional (IMA, en anglès) fins el mes de agost 2025.
Es poden consultar tots els minerals ordenats de manera alfabètica en una llista simplificada o bé amb informació ampliada en els següents enllaços:
- A • B • C • D • E • F • G • H • I • J • K • L • M • N • O • P • Q • R • S • T • U • V • W • X • Y • Z

A la llista s'hi troben els diferents minerals classificats alfabèticament amb l'any de publicació (si es va publicar abans de l'aprovació per part de l'IMA), tot seguit de l'any d'aprovació per part de l'IMA i el codi del mineral segons la classificació de Nickel-Strunz. Per a cada mineral s'hi afegeixen fins a tres enllaços externs: a mindat.org, a webmineral.com i al Handbook of Mineralogy (Mineralogical Society of America).
Les abreviatures que es fan servir a la llista són les següents:
- "p.e." – procediment especial.
- Q ó "?" – qüestionable/dubtós (per l'IMA/CNMNC, mindat.org o mineralienatlas.de).
- N – publicat sense l'aprovació de l'IMA/CNMNC o sense l'aprovació de l'IMA però amb certa acceptació en la comunitat científica actualment.
- Rd ó red. – redefinició de...
- A: 1NNN – any de publicació.
- A: antic – conegut molt abans que hi haguessin publicacions.

## T

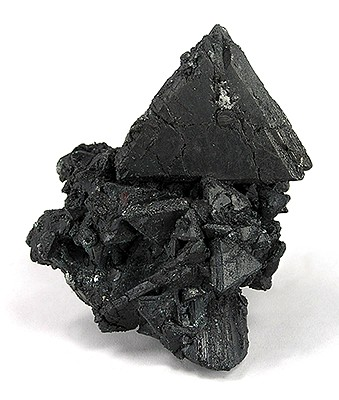
Tennantita. Tsumeb, Otjikoto, Namibia.

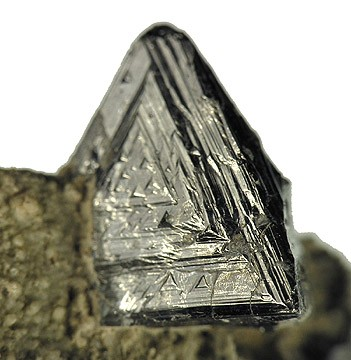
Tetraedrita. Mina Machacamarca, Machacamarca, Província Cornelio Saavedra, Departament de Potosí, Bolívia.

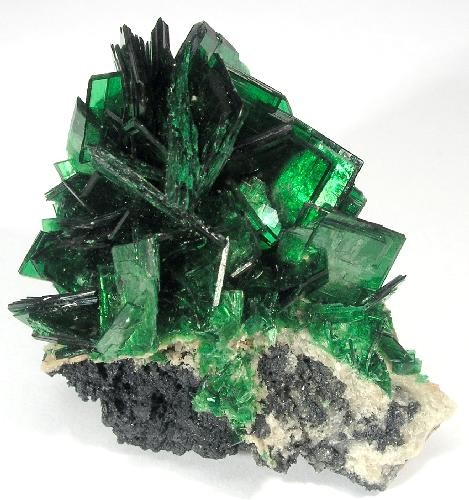
Torbernita. Mina Mashamba West, Kolwezi, Katanga, República Democràtica del Congo.

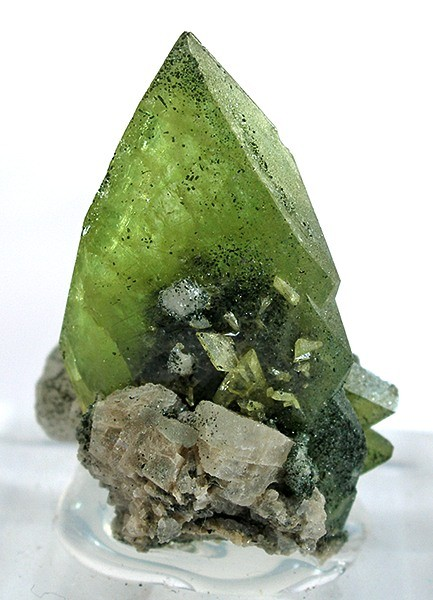
Titanita. Muntanyes Haramosh, Skardu, Baltistan, Gilgit–Baltistan, Pakistan.

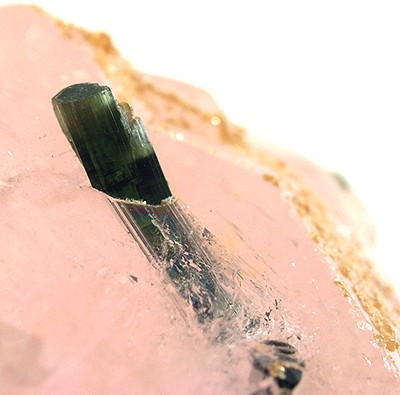
Beril (varietat Morganita) amb Turmalina. Pederneira claim, São José da Safira, Minas Gerais, Brasil.

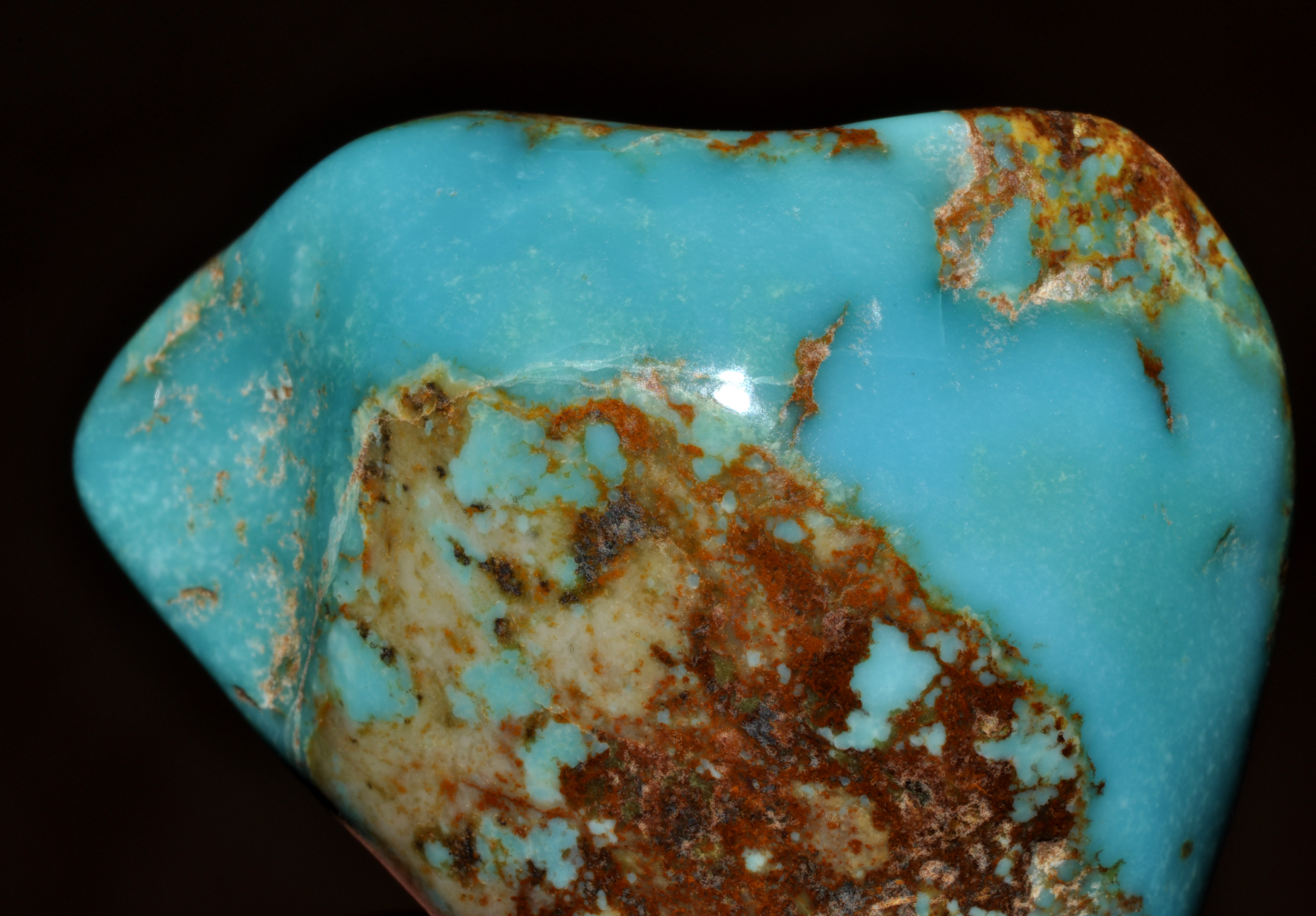
Turquesa polida. EE-UU.

1. Tacharanita (A: 1961) 09.HA.75
2. Tadzhikita-(Ce) (1969-042) 09.DK.20
3. Taenita (A: 1861) 01.AE.10
4. Taikanita (1984-051) 09.DH.25
5. Taimirita-I (1973-065) 01.AG.15
6. Tainiolita (A: 1901) 09.EC.15
7. Taipingita-(Ce) (2018-123a)
8. Takanawaïta-(Y) (2011-099) 04.??
9. Takanelita (1970-034) 04.FL.40
10. Takedaïta (1993-049) 06.AA.40
11. Takeuchiïta (1980-018) 06.AB.40
12. Takovita (A: 1955, 1977 s.p.) 05.DA.50
13. Talc (A: old) 09.EC.05
14. Talcusita (1975-023) 02.BD.30
15. Talfenisita (1979-018) 02.FC.05
16. Tal·liofarmacosiderita (2013-124) 08.??
17. Tal·liomelana (2019-055)
18. Talmessita (A: 1960, 1985 s.p.) 08.CG.05
19. Talnakhita (1967-014) 02.CB.10b
20. Tamaïta (1999-011) 09.EG.30
21. Tamarugita (A: 1889) 07.CC.10
22. Tamboïta (2016-059)
23. Tamuraïta (2020-098)
24. Tancaïta-(Ce) (2009-097) 07.GB.50
25. Tancoïta (1979-045) 08.BG.15
26. Taneyamalita (1977-042) 09.DH.65
27. Tangdanita (2011-096) 08.??
28. Tangeïta (A: 1926, 1992 s.p.) 08.BH.35
29. Taniajacoïta (2014-107)
30. Tanohataïta (2007-019) 09.??
31. Tantalcarbur (A: 1909) 01.BA.20
32. Tantalaesquinita-(Ce) (2023-058)
33. Tantalesquinita-(Y) (1969-043) 04.DF.05
34. Tantalita-(Fe) (A: 1836, 2007 s.p.) 04.DB.35
35. Tantalita-(Mg) (2002-018) 04.DB.35
36. Tantalita-(Mn) (A: 1887, 2007 s.p.) 04.DB.35
37. Tantalowodginita (2017-095)
38. Tanteuxenita-(Y) (A: 1929, 1987 s.p.) 04.DG.05
39. Tantita (1982-066) 04.EA.05
40. Tapiaïta (2014-024) 08.??
41. Tapiolita-(Fe) (A: 1863, 1983-A, 2007 s.p.) 04.DB.10
42. Tapiolita-(Mn) (1983-005) 04.DB.10
43. Taquihidrita (A: 1856) 03.BB.35
44. Taramel·lita (A: 1908) 09.CE.20
45. Taramita (A: 1926, 2012 p.e. Rd) 09.DE.20
46. Taranakita (A: 1866) 08.CH.25
47. Tarapacaïta (A: 1878) 07.FA.05
48. Tarbagataïta (2010-048) 09.??
49. Tarbuttita (A: 1907) 08.BB.35
50. Tarkianita (2003-004) 02.DB.30
51. Tarutinoïta (2023-122)
52. Taseqita (2002-055) 04.??
53. Tashelgita (2010-017) 04.??
54. Tassieïta (2005-051) 08.CF.05
55. Tatarinovita
56. Tatarskita (A: 1963, 1967 s.p.) 07.DG.25
57. Tatianaïta (1995-049) 01.AG.15
58. Tausonita (1982-077) 04.CC.35
59. Tavagnascoïta (2014-099)
60. Tavorita (A: 1954) 08.BB.05
61. Tazheranita (1969-008) 04.DL.10
62. Tazieffita (2008-012) 02.??
63. Tazzoliïta (2011-018) 08.??
64. Teal·lita (A: 1904) 02.CD.05
65. Tedhadleyita (2001-035) 03.DD.40
66. Teepleïta (A: 1939) 06.AC.40
67. Tefroïta (A: 1823) 09.AC.05
68. Tegengrenita (1999-002) 04.BB.20
69. Teineïta (A: 1939) 04.JM.20
70. Telargpalita (1972-030) 02.BC.45
71. Tel·lurantimoni (1972-002) 02.DC.05
72. Tel·luri (A: 1782) 01.CC.10
73. Tel·lurita (A: 1845) 04.DE.20
74. Tel·lurobismutita (A: 1863) 02.DC.05
75. Tel·lurohauchecornita (IMA 1978-G) 02.BB.10
76. Tel·luromandarinoïta (2011-013) 04.JM.??
77. Tel·luronevskita (1993-027a) 02.DC.05
78. Tel·luropal·ladinita (1978-078) 02.BC.30
79. Tel·luroperita (2009-044) 03.??
80. Teliuixenkoïta (2001-012) 09.EH.25
81. Temagamita (1973-018) 02.BC.50
82. Tengchongita (1984-031) 07.HB.20
83. Tengerita-(Y) (A: 1838, 1993 p.e. Rd) 05.CC.10
84. Tennantita (A: 1819) 02.GB.05
85. Tennantita-(Cd) (2021-083)
86. Tennantita-(Cu) (2020-096)
87. Tennantita-(Hg) (2020-063)
88. Tennantita-(In) (2023-011)
89. Tennantita-(Mn) (2022-040)
90. Tennantita-(Ni) (2021-018)
91. Tenorita (A: 1842, 1962 s.p.) 04.AB.10
92. Teofrastita (1980-059) 04.FE.05
93. Terlinguacreekita (2004-018) 03.DD.55
94. Terlinguaïta (A: 1900) 03.DD.20
95. Termonatrita (A: 1845) 05.CB.05
96. Ternesita (1995-015) 09.AH.20
97. Ternovita (1992-044) 04.FM.15
98. Terranovaïta (1995-026) 09.GF.05
99. Terrywallaceïta (2011-017)
100. Terskita (1982-039) 09.DM.40
101. TertschitaQ (A: 1953) 06.EB.20
102. Teruggita (1968-007) 06.FA.25
103. Teschemacherita (A: 1868) 05.AA.25
104. Testibiopal·ladita (A: 2023)
105. Tetraauricuprur (1982-005) 01.AA.10b
106. Tetradimita (A: 1831) 02.DC.05
107. Tetraedrita (A: 1845, 1962 s.p.) 02.GB.05
108. Tetraedrita-(Cu) (2022-078)
109. Tetraedrita-(Hg) (2019-003)
110. Tetraedrita-(Mn) (2021-098)
111. Tetraedrita-(Ni) (2021-031)
112. Tetraferriannita (A: 1925, 1998 s.p.) 09.EC.20
113. Tetraferriflogopita (A: 1925, 1998 s.p.) 09.EC.20
114. Tetraferroplatí (1974-012a) 01.AG.40
115. Tetrarooseveltita (1993-006) 08.AD.55
116. Tetrataenita (1979-076) 01.AE.10
117. Tetrawickmanita (1971-018) 04.FC.15
118. Tewita (2014-053)
119. Thadeuïta (1978-001) 08.BH.05
120. Thalenita-(Y) (A: 1898, 1987 s.p.) 09.BJ.20
121. Thalhammerita (2017-111)
122. Thaumasita (A: 1878) 07.DG.15
123. Thebaïta-(NH4) (2020-072)
124. Theisita (1980-040) 08.BE.75
125. Thenardita (A: 1826) 07.AC.25
126. Theoparacelsita (1998-012) 08.BB.65
127. Theresemagnanita (1991-026) 07.DD.80
128. Therasiaïta (2013-050) 07.??
129. Thermaerogenita (2018-021)
130. Thermessaïta (2007-030) 03.CG.25
131. Thermessaïta-(NH4) (2011-077) 03.CG.25
132. Theuerdankita (2023-009)
133. Thionasilita (2025-021)
134. Thomasclarkita-(Y) (1997-047) 05.DC.20
135. Thometzekita (1982-103) 08.CG.15
136. Thomsenolita (A: 1868) 03.CB.40
137. Thomsonita-Ca (A: 1820, 1997 s.p.) 09.GA.10
138. Thomsonita-Sr (2000-025) 09.GA.10
139. Thorbastnäsita (A: 1965, 1968 s.p.) 05.BD.20a
140. Thoreaulita (A: 1933) 04.DG.15
141. Thorikosita (1984-013) 03.DC.40
142. Thornasita (1985-050) 09.GF.50
143. Thorneïta (2009-023) 07.??
144. Thortveitita (A: 1911) 09.BC.05
145. Threadgoldita (1978-066) 08.EB.20
146. Thunderbayita (2020-042)
147. Tianhongqiïta (2021-006b)
148. Tianhuixinita (2022-081)
149. Tiberiobardiïta (2016-096)
150. Tiemannita (A: 1855) 02.CB.05a
151. Tienshanita (1967-028) 09.CL.05
152. Tiettaïta (1991-013) 09.HA.90
153. Tikhonenkovita (A: 1964, 1967 s.p.) 03.CC.10
154. Tilasita (A: 1895) 08.BH.10
155. Tilkerodeïta (2019-111)
156. Til·leyita (A: 1933) 09.BE.82
157. Tillmannsita (2001-010) 08.AC.80
158. Timroseïta (2009-064) 04.??
159. Tinaksita (A: 1965, 1968 s.p.) 09.DG.75
160. Tincalconita (A: 1878) 06.DA.15
161. Tinnunculita (2015-021a)
162. Tinsleyita (1983-004) 08.DH.10
163. Tinticita (A: 1946) 08.DC.32
164. Tintinaïta (1967-010) 02.HB.10a
165. Tinzenita (A: 1923, 1968 p.e. Rd) 09.BD.20
166. Tiptopita (1983-007) 08.DA.25
167. Tiquita (A: 1905) 05.BF.05
168. Tiragal·loïta (1979-061) 09.BJ.25
169. Tirolita (A: 1845) 08.DM.10
170. Tischendorfita (2001-061) 02.BC.65
171. Tisinalita (1979-052) 09.CJ.15a
172. Tissintita (2013-027) 09.??
173. Tistarita (2008-016) 04.CB.05
174. Titani (2010-044) 01.AB.05
175. Titanita (A: 1795, 1967 s.p.) 09.AG.15
176. Titanoholtita (2012-069) 09.A?.
177. TitanomaghemitaQ (A: 1953) 04.BB.15
178. Titanowodginita (1984-008) 04.DB.40
179. Titantaramel·lita (1977-046) 09.CE.20
180. Tivanita (1980-035) 04.DB.45
181. Tlalocita (1974-047) 07.DE.20
182. Tlapallita (1977-044) 04.JL.25
183. Tobelita (1981-021) 09.EC.15
184. Tobermorita (A: 1882) 09.DG.10
185. Tochilinita (1971-002) 02.FD.35
186. TocornalitaQ (A: 1867) 03.AA.10
187. Todorokita (A: 1934, 1962 s.p.) 04.DK.10
188. Tokkoïta (1985-009) 09.DG.75
189. Tokyoïta (2003-036) 08.BG.05
190. Tolbachita (1982-067) 03.AB.05
191. Toledoïta (2022-036)
192. Tolovkita (1980-055) 02.EB.25
193. Tolstykhita (2022-007)
194. Tomamaeïta (2019-129)
195. Tombstoneïta (2021-053)
196. Tomcampbellita (2024-072)
197. Tomichita (1978-074) 04.JB.55
198. Tomiolloïta (2021-019)
199. Tomsquarryita (2022-018)
200. Tondiïta (2013-077) 04.??
201. Tongbaïta (1982-003) 01.BA.15
202. Tooeleïta (1990-010) 04.JD.15
203. Topazi (A: 1737) 09.AF.35
204. Topsøeïta (2016-113)
205. Torasfita (2017-085)
206. Torbernita (A: 1790, 1980 s.p.) 08.EB.05
207. Torianita (A: 1904) 04.DL.05
208. Torita (A: 1817) 09.AD.30
209. Törnebohmita-(Ce) (A: 1921, 1966 s.p.) 09.AG.45
210. Törnebohmita-(La) (A: 1921, 1966 s.p.) 09.AG.45
211. Törnroosita (2010-043) 02.??
212. Torosteenstrupina (A: 1962, 1967 s.p.) 09.CK.20
213. Torrecillasita (2013-112) 04.??
214. Torreyita (A: 1949) 07.DD.40
215. Torryweiserita (2020-048)
216. Torutita (A: 1958) 04.DH.05
217. Tosudita (A: 1963) 09.EC.60
218. Toturita (2009-033) 09.AD.25
219. Tounkita (1990-009) 09.FB.05
220. Touretita (2023-003a)
221. Townendita (2009-066) 09.??
222. Toyohaïta (1989-007) 02.DA.10
223. Trabzonita (1983-071a) 09.BJ.15
224. Tranquillityita (1971-013) 09.AG.90
225. Transjordanita (2013-106) 01.??
226. Traskita (1964-014) 09.CP.05
227. Trattnerita (2002-002) 09.CM.05
228. Treasurita (1976-008) 02.JB.40a
229. Trebeurdenita (2012 s.p.) 4.FL.??
230. Trebiskyita (2019-131)
231. Trechmannita (A: 1905) 02.GC.35
232. Tredouxita (2017-061)
233. Trembathita (1991-018) 06.GA.10
234. Tremolita (A: 1789, 2012 p.e. Rd) 09.DE.10
235. Trevorita (A: 1921) 04.BB.05
236. Triangulita (1981-056) 08.EB.45
237. Triazolita (2017-025)
238. Tridimita (A: 1868) 04.DA.10
239. Trifilita (A: 1834) 08.AB.10
240. Trigonita (A: 1920) 04.JB.40
241. Trikalsilita (A: 1957) 09.FA.05
242. Trilitionita (1998 p.e. Rd) 09.EC.20
243. Trimerita (A: 1891) 09.AB.05
244. Trimounsita-(Y) (1989-042) 09.AG.25
245. Trinefelina (2012-024) 09.A?.
246. Triplita (A: 1813) 08.BB.10
247. Triploidita (A: 1878) 08.BB.15
248. Trippkeïta (A: 1880) 04.JA.20
249. Tripuhyita (1987-022, 2002 p.e. Rd) 04.DB.05
250. Tristramita (1982-037) 08.CJ.45
251. Tritomita-(Ce) (1987 s.p.) 09.AH.25
252. Tritomita-(Y) (A: 1961, 1966 s.p.) 09.AH.25
253. Trögerita (A: 1871) 08.EB.15
254. Trogtalita (A: 1955) 02.EB.05a
255. Troilita (A: 1863) 02.CC.10
256. Trol·leïta (A: 1868) 08.BB.45
257. Trona (A: 1747) 05.CB.15
258. Truscottita (A: 1914) 09.EE.35
259. Trüstedtita (A: 1964, 1967 s.p.) 02.DA.05
260. Tsangpoïta (2014-110)
261. Tsaregorodtsevita (1991-042) 09.FB.10
262. Tschaunerita (2017-032a)
263. Tschermakita (A: 1945, 2012 p.e. Rd) 09.DE.10
264. Tschermigita (A: 1832) 07.CC.20
265. Tschernichita (1989-037) 09.GF.30
266. Tschörtnerita (1995-051) 09.GF.40
267. Tsepinita-Ca (2002-020) 09.CE.30b
268. Tsepinita-K (2002-005) 09.CE.30b
269. Tsepinita-Na (2000-046) 09.CE.30b
270. Tsepinita-Sr (2004-008) 09.CE.30b
271. Tsikourasita (2018-156)
272. Tsilaisita (2011-047) 09.CK.??
273. Tsnigriïta (1991-051) 02.LA.55
274. Tsugaruïta (1997-010) 02.JB.30c
275. Tsumcorita (1969-047) 08.CG.15
276. Tsumebita (A: 1912) 08.BG.05
277. Tsumgallita (2002-011) 04.FD.10
278. Tsumoïta (1972-010a) 02.DC.05
279. Tsygankoïta (2017-088)
280. Tubulita (2011-109) 02.??
281. Tučekita (1975-022) 02.BB.10
282. Tugarinovita (1979-072) 04.DB.05
283. Tugtupita (A: 1963, 1967 s.p.) 09.FB.10
284. Tuhualita (A: 1932) 09.DN.05
285. Tuïta (2001-070) 08.AC.45
286. Tulameenita (1972-016) 01.AG.40
287. Tuliokita (1988-041) 05.CB.50
288. Tululita (2014-065)
289. Tumchaïta (1999-041) 09.EA.60
290. Tundrita-(Ce) (A: 1965, 1968 s.p.) 09.AH.10
291. Tundrita-(Nd) (A: 1968, 1987 s.p.) 09.AH.10
292. Tunel·lita (A: 1961, 1967 s.p.) 06.FC.05
293. Tungstè (2011-004) 01.AE.05
294. Tungstenita (A: 1917) 02.EA.30
295. Tungstibita (1993-059) 04.DE.15
296. Tungstita (A: 1868) 04.FJ.10
297. Tungusita (1966-029) 09.EE.30
298. Tunisita (1967-038) 05.BB.15
299. Tuperssuatsiaïta (1984-002) 09.EE.20
300. Turanita (A: 1909) 08.BB.70
301. Turkestanita (1996-036) 09.CH.10
302. Turneaureïta (1983-063) 08.BN.05
303. Turquesa (A: old, 1967 s.p.) 08.DD.15
304. Turtmannita (2000-007) 08.BE.45
305. Tuscanita (1976-031) 09.EG.45
306. Tusionita (1982-090) 06.AA.15
307. Tuzlaïta (1993-022) 06.EC.25
308. Tvalchrelidzeïta (1974-052) 02.GC.45
309. Tvedalita (1990-027) 09.DF.20
310. Tveitita-(Y) (1975-033) 03.AB.30
311. Tvrdýita (2014-082)
312. Tweddillita (2001-014) 09.BG.05
313. Twinnita (1966-017) 02.HC.05a
314. Txukanovita (2005-039) 05.BA.10
315. Tyretskita (1968 s.p.) 06.ED.05
316. Tyrrel·lita (A: 1952) 02.DA.05
317. Tyuyamunita (A: 1912) 04.HB.25
318. Tzeferisita (2022-094)